# Disfear
I Disfear sono un gruppo hardcore punk/d-beat svedese formato nel 1989.

## Storia
La loro musica è influenzata fortemente dai Discharge, oltre che, come affermato dall'attuale cantante Tomas Lindberg, Ramones, AC/DC, Motörhead, The Wipers, The Dead Boys, The Stooges, Jerry's Kids, Articles of Faith e Uniform Choice, oltre che da Michel Foucault dal punto di vista culturale.

## Formazione

### Formazione attuale
- Tomas Lindberg (Tompa) - voce
- Björn Peterson - chitarra
- Marcus Andersson - batteria
- Uffe Cederlund - chitarra

### Ex componenti
- Jan Axelsson - batteria
- Jallo Lehto - batteria (1989-1995)
- Robin Wiberg - batteria (1995-1998)
- Jeppe Lerjerud - voce (1989-1998)
- Henke Frykman - basso

## Discografia

### Album in studio
- 1993 - A Brutal Sight of War
- 1995 - Soul Scars
- 1997 - Everyday Slaughter
- 2003 - Misanthropic Generation
- 2008 - Live the Storm

### EP
- 1992 - Disfear
- 2003 - Powerload

### Singoli
- 2006 - Phantom

### Split
- 1993 - Masslakt/The Strike of Mankind (con gli Uncurbed)
- 2005 - Zeke/Disfear (con i Zeke)
- 2008 - All Paths Lead to Nothing, There Is Only Death (con i Doomriders)